# Al-Madina
 (octobre 2012).
Pour les articles homonymes, voir Madina.
Pour plus de détails, voir Fiche technique et Distribution.
Al-Madina est un film documentaire espagnol réalisé en 2010.

## Synopsis
Il a voyagé vers une autre terre, une autre mer, avec la certitude de trouver une ville meilleure, mais il ne savait pas que sa ville voyageait avec lui. Il cherchait un autre être dans cette nouvelle ville et pourtant il se retrouva avec les mêmes banlieues que celles qui l’avaient vu naître. Le poème de Constantin Cavafis, « La Ville », sert de fil rouge au retour dans son Maroc natal d’un immigrant qui a vécu en Espagne de 2001 à 2010.

## Fiche technique
- Réalisation : Gonzalo Ballester
- Production : Gonzalo Ballester
- Scénario : Gonzalo Ballester
- Image : Gonzalo Ballester Juan Ballester
- Montage : Gonzalo Ballester
- Son : Federico Pajaro
- Musique : Coke Rioboó